# Sean Murphy-Bunting
Sean Murphy-Bunting (* 19. Juni 1997 in Macomb, Michigan) ist ein US-amerikanischer American-Football-Spieler auf der Position des Cornerbacks. Aktuell spielt er für die Arizona Cardinals in der National Football League (NFL). Zuvor stand Murphy-Bunting bei den Tampa Bay Buccaneers, mit denen er den Super Bowl LV gewann, sowie den Tennessee Titans unter Vertrag.

## Frühe Jahre
Murphy-Bunting besuchte die Chippewa Valley High School in Clinton Township, Michigan. Dort war er in der Football-, Basketball- und Baseballmannschaft der Schule aktiv. Nach seinem Highschoolabschluss wechselte er an die Central Michigan University, für die er von 2016 bis 2018 in der Footballmannschaft aktiv war. Dort kam er in seinem ersten Jahr zunächst als Backup zum Einsatz, in seinem zweiten und dritten Jahr war er jedoch Starter. Insgesamt kam er für seine Schule in 35 Spielen zum Einsatz und konnte dabei 104 Tackles und 9 Interceptions verzeichnen. In seinem letzten Jahr wurde er außerdem ins First-Team All-MAC und zum Defensive Player of the Year seiner Mannschaft gewählt.

## NFL

### Tampa Bay Buccaneers
Beim NFL-Draft 2019 wurde Murphy-Bunting in der 2. Runde an 39. Stelle von den Tampa Bay Buccaneers ausgewählt. Sein Debüt für sein neues Team gab er am 1. Spieltag der Saison 2019 bei der 17:31-Niederlage gegen die San Francisco 49ers. Zu Beginn der Saison war er größtenteils Backup. Am 5. Spieltag konnte er seine erste Interception in der NFL bei der 24:31-Niederlage gegen die New Orleans Saints von Quarterback Teddy Bridgewater fangen. Daraufhin stand er am folgenden Spieltag bei der 26:37-Niederlage gegen die Carolina Panthers erstmals in der Startformation. Gegen Ende der Saison wurde Murphy-Bunting ein immer wichtigerer Bestandteil der Defense der Buccaneers. So konnte er am 13. Spieltag beim 28:11-Sieg gegen die Jacksonville Jaguars seine zweite Interception der Saison von Gardner Minshew fangen, am 15. Spieltag beim 38:17-Sieg gegen die Detroit Lions seine dritte, diesmal von David Blough. Diese konnte er außerdem über 70 Yards für seinen ersten Touchdown zurücktragen. Am 16. Spieltag hatte er bei der 20:23-Niederlage gegen die Houston Texans seinen ersten Karriere-Sack am Quarterback der Texans, Deshaun Watson. Insgesamt spielte Murphy-Bunting schon in seiner Rookie-Saison eine wichtige Rolle in der Mannschaft der Buccaneers und kam in allen 16 Saisonspielen zum Einsatz, davon in 10 als Starter. Dabei verzeichnete er 43 Tackles, drei Interceptions und einen Sack. Für diese Leistungen wurde er ins PFWA All-Rookie Team gewählt.

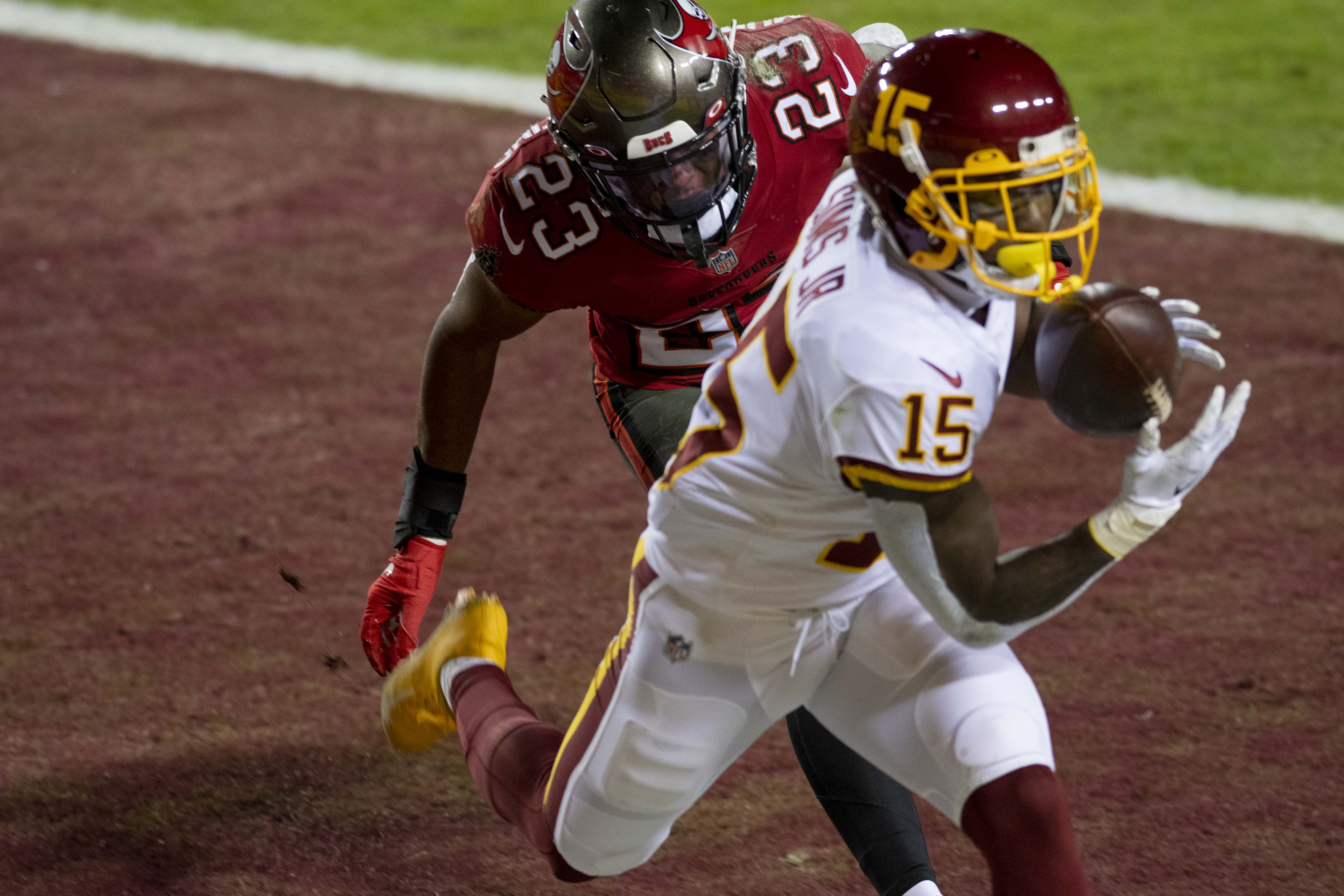
Murphy-Bunting tackelt Steven Sims vom Washington Football Team, 2021

Auch in der Saison 2020 spielte er eine große Rolle in der Defense der Buccaneers und war in der Mehrzahl der Saisonspiele Starter für sein Team. Am 8. Spieltag konnte er beim 25:23-Sieg gegen die New York Giants einen Ball von Daniel Jones intercepten. Am 11. Spieltag konnte er bei der 24:27-Niederlage gegen die Kansas City Chiefs erstmals in seiner Karriere 10 Tackles in einem Spiel verzeichnen. Da die Buccaneers in dieser Saison 11 Spiele gewannen und nur fünf verloren, konnten sie sich für die Playoffs qualifizieren. Dort trafen sie in der 1. Runde auf das Washington Football Team. Murphy-Bunting war in diesem Spiel Starter und gab somit sein Debüt in der Postseason, er konnte zwei Tackles sowie eine Interception von Quarterback Taylor Heinicke verzeichnen. Auch in der nächsten Runde erreichte er eine Interception, diesmal beim 30:20-Sieg gegen die New Orleans Saints von Quarterback Drew Brees. Im folgenden NFC Championship Game trafen sie auf die Green Bay Packers und erneut konnte Murphy-Bunting eine Interception fangen, diesmal von Aaron Rodgers. Mit seinen drei Interceptions in der Postseason hat er bereits einen Rekord im Franchise der Buccaneers egalisiert. Durch den 31:26-Sieg qualifizierten sich die Buccaneers für Super Bowl LV gegen die Kansas City Chiefs, in dem die Buccaneers mit 31:9 ebenfalls siegreich waren.
Auch in die Saison 2021 startete Murphy-Bunting als Starter. Bereits am 1. Spieltag der Saison zog er sich beim 31:29-Sieg gegen die Dallas Cowboys allerdings eine Verletzung am Ellenbogen zu, sodass er mehrere Wochen verletzungsbedingt ausfiel. Sein Comeback konnte er erst am 11. Spieltag beim 30:10-Sieg gegen die New York Giants geben, bei dem er sieben Tackles verzeichnete. In dieser Saison konnte er nur am 14. Spieltag beim 33:27-Sieg gegen die Buffalo Bills mit 8 Tackles noch mehr Tackles verzeichnen. Die Buccaneers konnten mit 13 Siegen und vier Niederlagen in der Saison sogar die NFC South gewinnen und sich somit erneut für die Playoffs qualifizieren. Nachdem Murphy-Bunting beim Sieg gegen die Philadelphia Eagles verletzungsbedingt fehlte, kam er im Spiel gegen die Los Angeles Rams in der 2. Runde zwar zum Einsatz und konnte auch einen Fumble recovern, die 27:30-Niederlage und das damit verbundene Ausscheiden konnte er allerdings nicht verhindern. In Saison 2022 verlor er seinen Stammplatz in der Defense der Buccaneers und kam in den ersten Saisonspielen lediglich als Backup und in den Special Teams zum Einsatz. Am 4. Spieltag konnte er bei der 31:41-Niederlage gegen die Kansas City Chiefs eine Interception von Patrick Mahomes fangen. In der Folge verpasste er auch einige Spiele verletzungsbedingt, ehe er zu Saisonende wieder zum Starter in der Defense aufstieg. Am 17. Spieltag konnte er beim 30:24-Sieg gegen die Carolina Panthers seine zweite Interception der Saison fangen. Auch beim Playoff-Spiel gegen die Dallas Cowboys kam er zum Einsatz und konnte sechs Tackles verzeichnen, die Buccaneers verloren jedoch mit 14:31 und schieden aus. Nach der Saison erhielt er jedoch keinen neuen Vertrag und wurde nach 4 Jahren bei den Buccaneers, in denen er in 59 Spielen zum Einsatz kam, ein Free Agent.

### Tennessee Titans
Im März 2023 nahmen die Tennessee Titans Murphy-Bunting unter Vertrag. Dort wurde er auf Anhieb Stammspieler in der Defense unter Cheftrainer Mike Vrabel. Er debütierte direkt am 1. Spieltag der Saison 2023 bei der 15:16-Niederlage gegen die New Orleans Saints, bei der er sechs Tackles verzeichnen sowie einen Fumble von Jamaal Williams erzwingen konnte. Am 6. Spieltag gelang ihm bei der 16:24-Niederlage gegen die Baltimore Ravens seine erste Interception von Lamar Jackson. In der folge verpasste er ein paar Spiele verletzungsbedingt. Am letzten Spieltag der Regular Season konnte er beim 28:20-Sieg gegen die Jacksonville Jaguars mit acht Tackles noch einen Saisonbestwert aufstellen. Dazu gelang ihm seine zweite Saison-Interception von Trevor Lawrence. Nach der Saison wurde er jedoch erneut ein Free Agent.

### Arizona Cardinals
Am 14. März 2024 unterschrieb Murphy-Bunting einen Dreijahresvertrag im Wert von 17,4 Millionen US-Dollar bei den Arizona Cardinals. Auch in der Defense der Cardinals konnte er sich direkt als Starting Cornerback neben Garrett Williams und Starling Thomas V etablieren. Er debütierte am 1. Spieltag bei der 28:34-Niederlage gegen die Buffalo Bills, bei der er fünf Tackles verzeichnen konnte. Am 6. Spieltag gelang ihm seine erste Interception im Trikot der Cardinals, indem er einen Pass von Jordan Love bei der 13:34-Niederlage gegen die Green Bay Packers abfing. In der restlichen Saison war er, bis auf eine kurze Verletzungspause, weiterhin Stammspieler und ihm gelangen zwei weitere Interceptions.
Noch vor Saisonbeginn zog sich Murphy-Bunting im Mai 2025 eine schwerwiegende Knieverletzung zu. Er musste operiert werden und wurde auf die Reserve/Non-Football-Injury-Liste gesetzt und fällt voraussichtlich die gesamte Saison 2025 verletzungsbedingt aus.

## Karrierestatistiken
| Legende | Legende             |
| ------- | ------------------- |
|         | Super-Bowl-Sieg     |
| Fett    | Karrierehöchstwerte |

### Regular Season
| Saison                             | Team             | Spiele | Spiele  | Tackles | Tackles | Tackles | Tackles | Interceptions | Interceptions | Interceptions | Interceptions | Interceptions | Interceptions | Fumbles | Fumbles | Fumbles | Fumbles |
| Saison                             | Team             | Gesamt | Starter | Gesamt  | Solo    | Assist  | Sack    | PD            | Int           | Yards         | Avg           | Lang          | TD            | FF      | FR      | Yards   | TD      |
| ---------------------------------- | ---------------- | ------ | ------- | ------- | ------- | ------- | ------- | ------------- | ------------- | ------------- | ------------- | ------------- | ------------- | ------- | ------- | ------- | ------- |
| 2019                               | Bucs             | 16     | 10      | 44      | 37      | 7       | 1,0     | 8             | 3             | 88            | 29,3          | 70            | 1             | 1       | 0       | 0       | 0       |
| 2020                               | Bucs             | 16     | 13      | 70      | 53      | 17      | 0,0     | 3             | 1             | 0             | 0,0           | 0             | 0             | 1       | 1       | 3       | 0       |
| 2021                               | Bucs             | 9      | 8       | 43      | 30      | 13      | 0,0     | 3             | 0             | 0             | 0,0           | 0             | 0             | 1       | 0       | 0       | 0       |
| 2022                               | Bucs             | 12     | 5       | 31      | 19      | 12      | 0,0     | 7             | 2             | 33            | 16,5          | 33            | 0             | 1       | 0       | 0       | 0       |
| 2023                               | Titans           | 14     | 14      | 57      | 42      | 15      | 0,0     | 8             | 2             | 12            | 6,0           | 10            | 0             | 2       | 1       | 5       | 0       |
| 2024                               | Cardinals        | 15     | 15      | 52      | 30      | 22      | 0,0     | 5             | 3             | 2             | 0,6           | 2             | 0             | 2       | 0       | 0       | 0       |
| Gesamte Karriere                   | Gesamte Karriere | 82     | 65      | 297     | 211     | 86      | 1,0     | 34            | 11            | 132           | 12,3          | 70            | 1             | 8       | 2       | 8       | 0       |
| Quelle: pro-football-reference.com |                  |        |         |         |         |         |         |               |               |               |               |               |               |         |         |         |         |

### Postseason
| Saison                             | Team             | Spiele | Spiele  | Tackles | Tackles | Tackles | Tackles | Interceptions | Interceptions | Interceptions | Interceptions | Interceptions | Interceptions | Fumbles | Fumbles | Fumbles | Fumbles |
| Saison                             | Team             | Gesamt | Starter | Gesamt  | Solo    | Assist  | Sack    | PD            | Int           | Yards         | Avg           | Lang          | TD            | FF      | FR      | Yards   | TD      |
| ---------------------------------- | ---------------- | ------ | ------- | ------- | ------- | ------- | ------- | ------------- | ------------- | ------------- | ------------- | ------------- | ------------- | ------- | ------- | ------- | ------- |
| 2020                               | Bucs             | 4      | 4       | 19      | 15      | 4       | 0,0     | 5             | 3             | 36            | 12,0          | 36            | 0             | 0       | 0       | 0       | 0       |
| 2021                               | Bucs             | 1      | 0       | 4       | 2       | 2       | 0,0     | 0             | 0             | 0             | 0,0           | 0             | 0             | 0       | 1       | 10      | 0       |
| 2022                               | Bucs             | 1      | 1       | 6       | 4       | 2       | 0,0     | 0             | 0             | 0             | 0,0           | 0             | 0             | 0       | 0       | 0       | 0       |
| Gesamte Karriere                   | Gesamte Karriere | 6      | 5       | 29      | 21      | 8       | 0,0     | 5             | 3             | 36            | 12,0          | 36            | 0             | 0       | 1       | 10      | 0       |
| Quelle: pro-football-reference.com |                  |        |         |         |         |         |         |               |               |               |               |               |               |         |         |         |         |